# Охаби-Малі
Охаби-Малі (пол. Ochaby Małe) — село в Польщі, у гміні Скочув Цешинського повіту Сілезького воєводства.
Населення — 1150 осіб (2011).
У 1975-1998 роках село належало до Бельського воєводства.

## Демографія
Демографічна структура станом на 31 березня 2011 року:
|          | Загалом | Допрацездатний вік | Працездатний вік | Постпрацездатний вік |
| -------- | ------- | ------------------ | ---------------- | -------------------- |
| Чоловіки | 568     | 121                | 391              | 56                   |
| Жінки    | 582     | 107                | 347              | 128                  |
| Разом    | 1150    | 228                | 738              | 184                  |